# Legio VI Ferrata
Legio VI Ferrata (Ferrata betekent 'van ijzer') was een Romeins legioen, opgericht door Julius Caesar in 52 v.Chr. en actief tot ongeveer 260 na Chr. Zoals bij veel door Julius Caesar opgerichte legioenen was het symbool van dit legioen een stier. Ook maakte het legioen wel gebruik van het symbool van een wolf met Romulus en Remus.

## Onder Julius Caesar
Julius Caesar richtte het legioen op in de Gallische Oorlog. Hij rekruteerde de legionairs uit de omgeving van Gallia Cisalpina. In 52 zette hij het legioen in bij Alesia, waar het Vercingetorix versloeg (52 v.Chr.). Een jaar later sloeg het de opstand van de Carnutes neer en bestreed het de tegenstand rond Orléans.
Het legioen speelde een belangrijke rol in de Romeinse Burgeroorlog tussen Julius Caesar en Gnaeus Pompeius Magnus. Doordat het legioen zich snel kon verplaatsen, was het bij vrijwel alle belangrijke veldslagen aanwezig, onder meer bij de slag bij het Spaanse Ilerda (zomer 49) en de slag bij Pharsalus (aug. 48). Ook naar Alexandrië (48/47) en Pontus (47) volgde het Julius Caesar. Na deze intensieve jaren, zond Caesar een deel van het legioen naar Italië, waarna ze als veterani in Arles mochten wonen. Een deel van het legioen bleef echter in dienst en nam in 45 deel aan de slag bij Munda, waar Pompeius definitief verslagen werd.

## Onder Marcus Antonius
Na de dood van Julius Caesar vulde Lepidus het legioen aan en stelde het onder het bevel van Marcus Antonius, die het inzette in de slag bij Philippi (42). Enkele jaren later zond Antonius het legioen naar Judea om daar onder bevel van Herodes I de opstand van Antigonus neer te slaan, waardoor Herodes de Judeese troon voor zich kon opeisen (37). Het jaar daarop zette Marcus Antonius het legioen samen met Legio III Gallica in tijdens zijn campagne tegen de Parthische koning Phraates IV, maar deze veldtocht liep uit op een fiasco. Slechts met moeite wist een deel van de legionairs naar Armenië te ontkomen.
Toen Marcus Antonius in conflict kwam met Octavianus, stuurde hij Legio VI Ferrata naar Griekenland, echter zonder het in te zetten.

## Syria
Na de slag bij Actium (31) en de dood van Marcus Antonius (30) stuurde Octavianus het legioen naar de provincia Syria, samen met Legio III Gallica, Legio X Fretensis en Legio XII Fulminata. De vier legioenen trokken in 20 v.Chr. op bevel van Titus richting Parthië. Tot een veldslag kwam het niet, maar de onderhandelingen met de Parthische koning Phraates IV hadden wel tot gevolg dat de Parthen de Romeinse legerstandaards teruggaven die Orodes II in de slag bij Carrhae en Phraates IV bij de veldtocht van Marcus Antonius hadden buitgemaakt.
Drie van de vier Syrische legioenen werden in 4 v.Chr. ingezet in het Joodse land, om daar de onlusten neer te slaan die waren ontstaan na het overlijden van Herodes de Grote. Het is echter niet duidelijk welk van de drie legioenen in Syria achterbleef.
In 58 trok het legioen samen met III Gallica en X Fretensis onder aanvoering van Gnaius Domitius Corbulo naar Armenië, dat bezet was door de Parthische koning Vologases I. De legioenen veroverden Armenië snel en Corbulo plaatste de Romeinse vazalkoning Tigranes VI op de Armeense troon. In de volgende jaren bleef het legioen nog in Armenië gelegerd, maar uiteindelijk keerde het weer terug naar Syria.
Bij het uitbreken van de Joodse Oorlog (66) streed het legioen samen met III Skythica en XII Fulminata onder aanvoering van Vespasianus tegen de Joodse opstandelingen, maar de legioenen waren aanvankelijk niet erg succesvol en leden enkele nederlagen. Wellicht is dat ook de reden dat Vespasianus het legioen niet verder inzette, ook niet toen het in het vierkeizerjaar (69) de zijde van Vespasianus koos. Het legioen streed echter wel onder aanvoering van Vespasianus' medestander Mucianus met succes tegen de Daciërs.

## Galilea

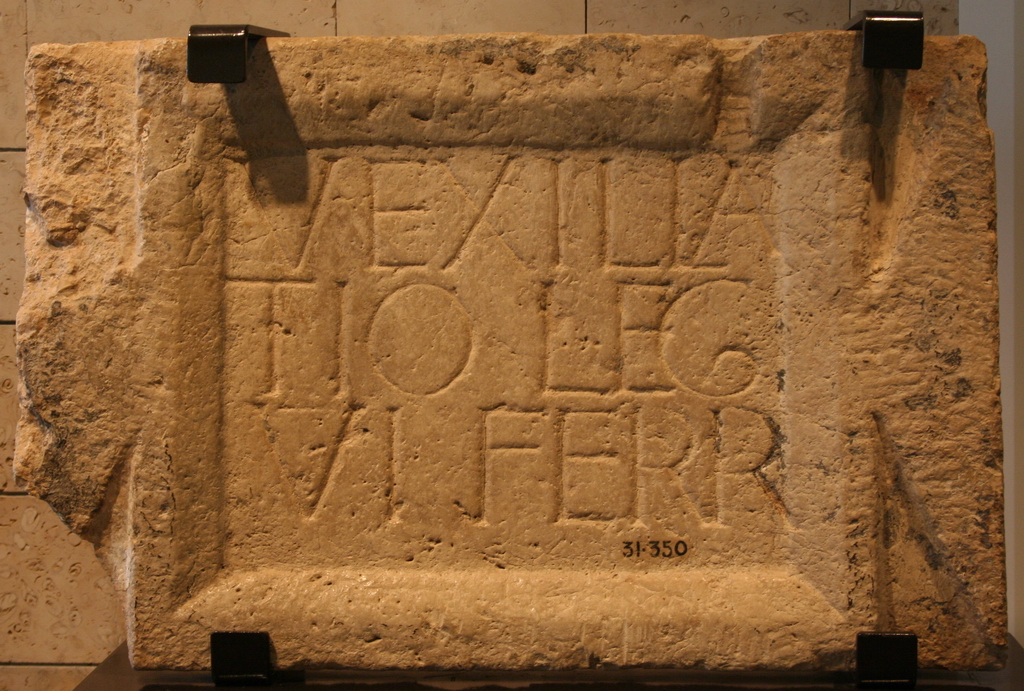
Inscriptie met verwijzing naar een vexillatio van het Legio VI Ferrata, gevonden in de Vlakte van Jizreël in Galilea. Nu in het Haifa Hecht Museum te Haifa.

Toen keizer Trajanus in 114 Armenië, Mesopotamië en Babylonië veroverde, maakte hij daarbij gebruik van onder meer het Legio VI Ferrata. Trajanus' opvolger Hadrianus trok de legioenen ten oosten van de Eufraat echter terug en legerde VI Ferrata in Arabia (118). In 132 stuurde hij het naar Judea, om de Bar Kochba-opstand neer te slaan. In de volgende jaren bleef het legioen gelegerd in Galilea.
De volgende gegevens over het Legio VI Ferrata stammen uit de tijd van Antoninus Pius, die het legioen een weg liet aanleggen in Africa. Korte tijd later is het legioen echter weer terug in het oosten, want tussen 162 en 165 strijdt het onder aanvoering van Lucius Verus mee in de strijd tegen de Parthische koning Vologases IV, die door de Romeinen verslagen wordt.
In de Romeinse Burgeroorlog van 193-197 tussen Septimius Severus en Pescennius Niger koos Legio VI Ferrata de zijde van Severus, ondanks dat Niger uit het oosten kwam.
In 215 bevond het Legio VI Ferrata zich nog steeds in Galilea. Mogelijk verplaatste Severus Alexander het naar Fenicië. Vermoedelijk gaf het legioen actieve steun aan Philippus Arabs (244-249), want op enkele van zijn munten wordt het legioen vermeld. Daarna verdwijnt het legioen uit de historische bronnen. Waarschijnlijk is het in de desastreus verlopen veldtocht van Valerianus tegen de Sassaniden definitief verslagen.